# Antonín Apponyi
Antonín hrabě Apponyi (Anton Joseph Franz Graf Apponyi von Nagy Apponyi / Antal József Ferenc gróf Apponyi de Nagy Appony; 7. prosince 1782 Bratislava – 17. října 1852 Oponice (Nagy Appony), Uhersko) byl rakouský diplomat z uherské šlechtické rodiny. Od napoleonských válek působil v diplomacii, nakonec byl dlouholetým rakouským velvyslancem ve Francii (1826–1848). Proslul také jako mecenáš umění a sběratel knih. Byl rytířem Řádu zlatého rouna. Jeho syn Rudolf (1812–1876) byl též diplomatem a dlouholetým rakouským velvyslancem ve Velké Británii.

## Životopis

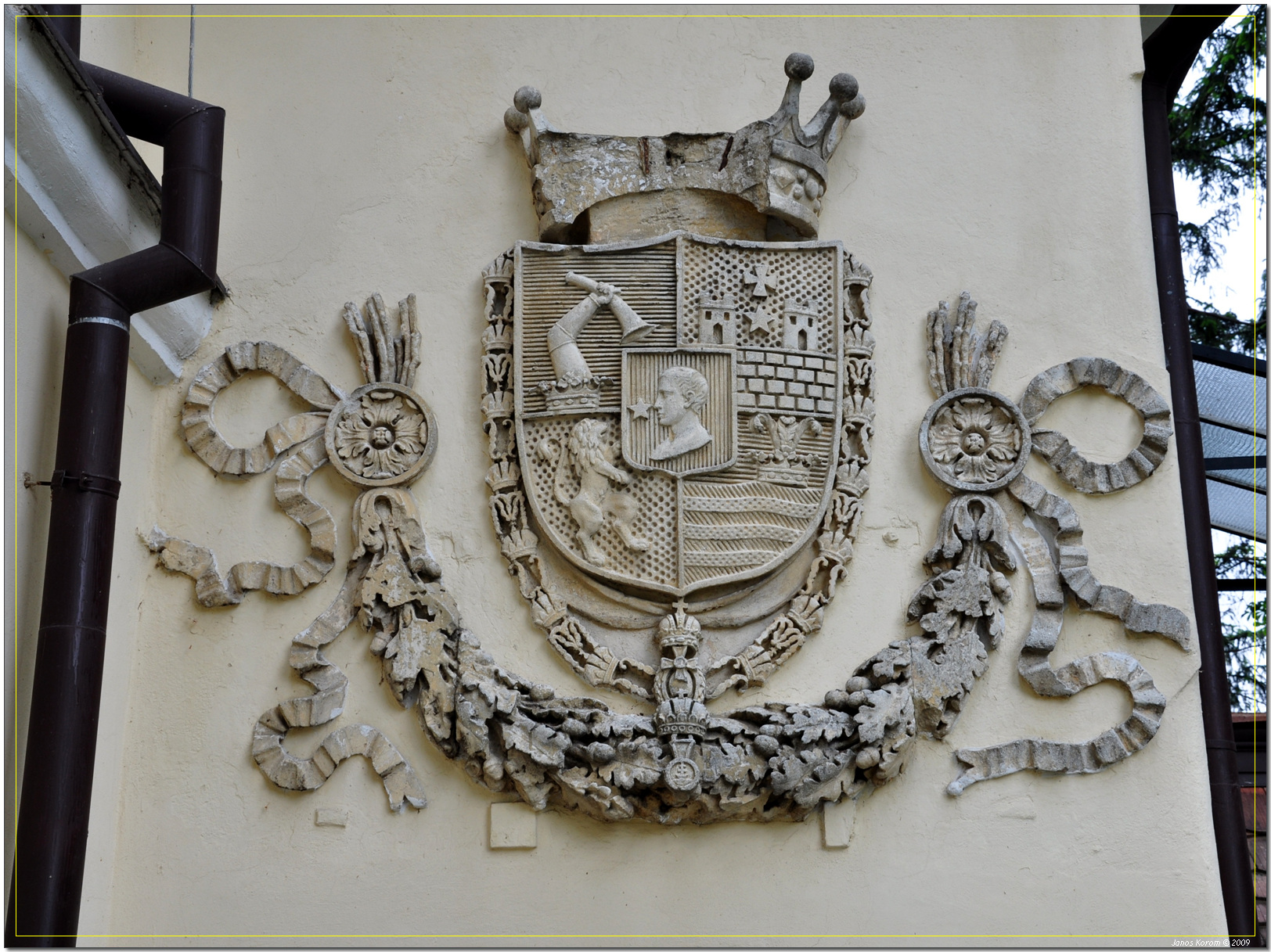
Erb rodu Apponyiů na zámku Oponice

Pocházel z významného uherského šlechtického rodu Apponyiů, byl druhorozeným synem c. k. tajného rady a komořího hraběte Antonína Jiřího Apponyiho (1751–1817) a Karolíny, rozené hraběnky Lodron-Laterano (1756–1826). Během napoleonských válek vstoupil do rakouských diplomatických služeb, v roce 1806 byl jmenován c. k. komořím. V letech 1810–1815 byl rakouským vyslancem v Bádensku. Po Vídeňském kongresu byl vyslancem v Toskánsku (1815–1820), souběžně v letech 1816–1817 vedl dočasně uprázdněné diplomatické zastoupení ve Vatikánu. Nakonec se stal ve Vatikánu stálým vyslancem (1820–1826), mezitím byl v roce 1819 jmenován c. k. tajným radou. V letech 1826–1848 byl rakouským velvyslancem ve Francii, kde se uplatnil jako přísný zastánce evropské rovnováhy stanovené Vídeňským kongresem. Měl trvalou důvěru kancléře Metternicha a přes dvacet let zajišťoval standardní diplomatické vztahy mezi habsburskou monarchií a Francií. V revolučním roce 1848 Francii opustil a odešel do výslužby. Proslul také jako mecenáš umění, věd a rozvoje průmyslu. Vybudoval rozsáhlou knihovnu umístěnou později na zámku Oponice. Byl nositelem Leopoldova řádu a velkokříže Řádu sv. Štěpána, v roce 1836 obdržel Řád zlatého rouna.

### Rodina
V roce 1808 se oženil s hraběnkou Terezií Nogarolovou (1790–1874), c. k. palácovou dámou a dámou Řádu hvězdového kříže. Měli spolu tři děti:
- 1. Rudolf (1. 8. 1812 Karlsruhe – 31. 5. 1876 Benátky), diplomat, rakouský velvyslanec v Sardinii (1849–1853), v Bavorsku (1853–1856), rakousko-uherský velvyslanec ve Velké Británii (1856–1871) a ve Francii (1871–1876)
  - ⚭ (1840) hraběnka Anna Alexandrovna Benckendorffová (11. 9. 1818 – 19. 11. 1900 Lengyel, Tolna), c. k. palácová dáma a dáma Řádu hvězdového kříže
- 2. Julius (Gyula; 5. 7. 1816 Florencie – 7. 2. 1857 Vídeň), c. k. komoří
  - ⚭ (1844) hraběnka Žofie Sztáray de Sztára et Nagymihály (7. 6. 1822 – 14. 9. 1897)
- 3. Marie (3. 9. 1821 – 20. 3. 1883 Prešpurk)
  - ⚭ I. (1843) hrabě Albert János Esterházy z Galanty (1813 – 27. 12. 1845 Paříž)
  - ⚭ II. (1852) baron Viktor von Wenckheim (5. 6. 1815 – 21. 12. 1900 Prešpurk)

Antonín pocházel z početné rodiny a díky sňatkům svých sester byl spřízněn s několika významnými osobnostmi. Jeho švagry byli saský diplomat, dvořan a státní ministr markýz Karl Alexander Piatti (1766–1831), kníže Antonín Collalto (1784–1854), majitel rozsáhlých velkostatků na Moravě, a c. k. polní podmaršál hrabě Josef Tige (1786–1870), velitel v Praze.
Antonínův synovec Jiří Apponyi (1808–1899) patřil k významným osobnostem uherské politiky 19. století, mimo jiné byl nejvyšším kancléřem.